# 小关庙大殿
小关庙大殿，位于山西省忻州市代县上馆镇西北街村小关庙街，已列为代县文物保护单位。

## 历史
小关庙大殿创建年代不详，留下明嘉靖三十五年(1556)、崇祯元年(1628)、清乾隆四年(1739)、光绪十六年(1890)四次重修的碑碣。

## 建筑
小关庙大殿坐北向南，台基高0.3米。大殿面阔三间，进深六椽，面积238平方米。悬山顶，檐下斗栱五踩双昂。

## 保护
1984年，小关庙大殿公布为第一批代县文物保护单位，属于古建筑类。